# Irene Deflorian
Irene Deflorian (...) è un'ex sciatrice alpina italiana.

## Biografia
Specialista della discesa libera, la Deflorian ai Campionati italiani vinse la medaglia di bronzo nel 1984; non prese parte a rassegne olimpiche né ottenne piazzamenti in Coppa del Mondo o ai Campionati mondiali.

## Palmarès

### Campionati italiani
- 1 medaglia[2]:
  - 1 bronzo (discesa libera nel 1984)